# Провулок Хижняківський
Провулок Хижняківський — провулок в Черкасах.

## Розташування
Провулок простягається у південно-східному напрямку і починається з тупика неподалік вулиці Кривалівської і проходить до вулиці В'ячеслава Чорновола і, перетинаючи її, далі до вулиці Новопречистенської.

## Опис
Провулок до вулиці В'ячеслава Чорновола не асфальтований, далі — асфальтований. Забудований лише приватними будинками від 1 до 35 та від 2 до 38 номера.

## Походження назви
Від 1916 і до 1923 року провулок мав сучасну назву і був названий на честь першопоселенця. Потім він був перейменований на честь Олександра Герцена, російського письменника та революціонера. 14 січня 2016 року провулку було повернуто його історичну назву.